# Parco della Musica (Cagliari)
Il Parco della Musica è un complesso multifunzionale di Cagliari realizzato per ospitare eventi musicali e culturali di varie tipologie; è stato inaugurato il 7 maggio 2011, in occasione della manifestazione Monumenti Aperti, con l'apertura degli spazi aperti, tra cui la piazza Amedeo Nazzari, mentre l'apertura totale anche dei nuovi spazi teatrali avverrà nell'estate del 2011.
La grande struttura polifunzionale ospita, oltre al Teatro Lirico, un teatro ridotto da 319 posti, Piazza Amedeo Nazzari, una nuova e grande piazza, oltre a due parcheggi sotterranei da 178 posti e da 354 posti. Si sviluppa su un'area di 50.000 m² nel quartiere Fonsarda, tra il Teatro Lirico, inaugurato nel 1993 e ora integrato all'interno del parco, le scuole elementari e medie di piazza Giovanni XXIII.
Il Parco comprende un insieme di piazze, spazi verdi e alberati, oltre che ad un corso d'acqua artificiale sorpassabile grazie ad un piccolo ponte di legno. È presente una fontana musicale con i movimenti sincronizzati sulle note di Georg Friedrich Händel. Un grande ponte costeggia il Teatro Lirico e il piccolo teatro collegando i due, oltre che sovrastare i laboratori tecnici.
A giugno 2012 sono state sollevate critiche da parte di un consigliere comunale del Pdl riguardo alla mancata apertura dei parcheggi realizzati in piazza Nazzari e sul ritrovamento di amianto durante gli scavi per l'ampliamento del parco su via Bacaredda.
A gennaio 2014 sono terminati i lavori con i 645 parcheggi e l'ampliamento del parco.